# Okna Vita Vintergylling
Ökna Vita Vintergylling es el nombre de una variedad cultivar de manzano (Malus domestica). 
Un híbrido de manzana originaria de Suecia. Las frutas tienen un sabor agrio. Esta variedad tiene cierta resistencia a la sarna del manzano y al mildiu. Tolera la zona de rusticidad delimitada por el departamento USDA, de nivel 1 a 3.

## Sinonimia
- "Okna Vita Vintergylling",
- "Ökna Vita Vintergylling".

## Historia
'Ökna Vita Vintergylling' (Oro blanco de invierno Ökna) es una variedad de manzana oriunda de Suecia, que obtuvo su nombre de la granja "Okna gård" en Södermanland.
Está incluida en la relación de Görel Kristina Näslund - "100 älskade äpplen"-(100 manzanas favoritas de Suecia).

## Características
'Ökna Vita Vintergylling' es un árbol de un vigor medio. Tiene un tiempo de floración que comienza a partir del 2 de mayo con el 10% de floración, para el 6 de mayo tiene una floración completa (80%), y para el 16 de mayo tiene un 90% caída de pétalos.
'Ökna Vita Vintergylling' tiene una talla de fruto mediano; forma redondeada uniforme; con nervaduras muy débiles, y corona muy débil;epidermis tiende a ser suave con color de fondo es verde amarillento, con un sobre color lavado de rojo casi rosado en la cara expuesta al sol, importancia del sobre color medio (15-25%), y patrón del sobre color rayado / chapa, con rayas algo más oscuras, presenta lenticelas de tamaño medio más claras, ruginoso-"russeting" (pardeamiento áspero superficial que presentan algunas variedades) muy bajo; cáliz es pequeño y cerrado, asentado en una cuenca estrecha y poco profunda; pedúnculo es medio y de calibre medio, colocado en una cavidad poco profunda y estrecha; carne de color blanco amarillento, textura crujiente, sabor agrio
Su tiempo de recogida de cosecha se inicia a finales de septiembre. Madura en diciembre y se mantiene bien durante unos cuatro meses.

## Usos
Una excelente manzana para comer en postre de mesa, aunque también se utiliza en preparaciones culinarias.

## Ploidismo
Diploide, polen auto estéril. Para su polinización necesita variedad de manzana con polen compatible.

## Susceptibilidades
Presenta cierta resistencia a la sarna del manzano y al mildiu.